# 328-й экспедиционный аварийно-спасательный отряд
328-й экспедиционный аварийно-спасательный отряд (328 ЭАСО) — воинская часть в составе Военно-морского флота Российской Федерации (ВМФ России), сформированная в 1992 году, и подчинённая Управлению поисковых и аварийно-спасательных работ ВМФ России (УПАСР ВМФ России; до 1993 года — ПСС ВМФ России). Условное наименование формирования — войсковая часть № 31063.
Отряд военных водолазов-глубоководников специализируется на глубоководных водолазных работах и предназначен для решения задач по выполнению наиболее сложных судоподъёмных, аварийно-спасательных и подводно-технических работ, задач по поисково-спасательному обеспечению приводнившихся космических спускаемых аппаратов, задач по обучению экипажей подводников аварийному покиданию затонувшей подводной лодки и их последующему всплытию на поверхность, а также задач по выполнению глубоководных опытно-экспериментальных работ в интересах Научно-исследовательского института (спасания и подводных технологий) ВУНЦ ВМФ «Военно-морская академия».

## История
Отряд сформирован 24 декабря 1992 года в соответствии с директивой Главного штаба Военно-морского флота № 730/1/01059 в составе Поисково-спасательной службы ВМФ России (после 19 апреля 1993 года года — УПАСР ВМФ России).
Создание формирования было поручено водолазному специалисту Черноморского флота Василию Величко, который занимался водолазными работами с 1972 года и специализировался на глубоководных погружениях. Кавалер ордена Красной Звезды за спасательную операцию на пассажирском пароходе «Адмирал Нахимов», потерпевшем в августе 1986 года крушение в Цемесской бухте. В отряд были направлены водолазные специалисты, офицеры и мичманы, врачи-спецфизиологи и инструкторы-водолазы со всех флотов, костяк отряда составили водолазы-черноморцы.
Дислоцируется на окраине города Ломоносов (Санкт-Петербург).
В 2000—2001 годах вместе с норвежскими водолазами отряд принимал участие в попытке спасения экипажа затонувшей атомного подводного ракетного крейсера (АПРК) К-141 «Курск» в Баренцевом море, а также в подъёме «Курска». Эта операция стала первой серьёзной проверкой профессионализма членов отряда.
Для подготовки к операции акванавты отрабатывали подводную сварку и резку в собственном бассейне, построенном в части. Кроме того, начальник 40-го ГНИИ аварийно-спасательного дела, водолазных и глубоководных работ вице-адмирал Юрий Сухачев предоставил отряду возможность тренироваться в бассейне с использованием гидротанков, позволяющих имитировать погружение на 120 метров.
По результатам первого обследования затонувшего АПРК, было установлено, что шансов на спасение экипажа уже нет. В операции по подъёму тел подводников и секретных документов с затонувшего АПРК «Курск» участвовали 6 российских и 6 норвежских водолазов. Норвежские водолазы сделали технологические вырезы в лёгком и прочном корпусах в районе 8-го, 3-го и 4-го отсеков. Затем внутри АПРК «Курск» для подъёма тел погибших и секретных документов работали российские водолазы, прошедшие подготовку в составе 328-го экспедиционного аварийно-спасательного отряда ВМФ на однотипном «Курску» АПРК К-266 «Орёл». Мичман Сергей Шмыгин первым нашёл тело капитан-лейтенанта Дмитрия Колесникова, записка которого указала, что поиски следует продолжать в 9-м отсеке. Позднее оттуда были извлечены тела других подводников.
В общей сложности, водолазы провели около 730 часов под водой. По оценке генерального директора ЦКБ «Рубин» академика Игоря Спасского, «мы увидели воочию такие операции, которые раньше и не представляли, что их можно выполнить под водой и в столь сложных условиях. Всё, что сделали эти ребята, позволяет существенно упростить операцию по подъёму АПРК „Курск“».
Через год, 4 августа 2001 года во время операции по подготовке и подъёму АПРК «Курск» отличился старший водолазный специалист капитан 2-го ранга А. Н. Звягинцев, который обнаружил своего напарника без сознания и спас его. А вскоре и сам оказался в критической ситуации, когда у него перекрыло кислородный шланг, сумел без доступа кислорода самостоятельно пройти к водолазному колоколу. За этот эпизод был удостоен звания Героя Российской Федерации (13 марта 2002).
Из-за тяжёлой финансовой ситуации (средняя зарплата в отряде водолазов в конце 1990-х годов была около 1 тысячи рублей в месяц) несколько членов отряда оставили службу в ВМФ, сменив её на работу глубоководными ремонтниками в гражданских организациях. Однако вскоре после окончания экспедиции на АПРК «Курск» в отряд пришло молодое пополнение: около десятка выпускников школы техников ВМФ решили тоже стать глубоководниками. В 2006 году в Военно-морской инженерный институт удалось набрать два класса водолазов, таким образом, число подготовленных водолазов-глубоководников выросло с 18—20 до 40—45 ежегодно.
По оценке начальника 40 ГНИИ Минобороны России А. Н. Звягинцева в августе 2010 года:

«Курская» операция показала слабую оснащённость в техническом плане нашей спасательной службы. Профессионалы у нас и тогда были одни из лучших в мире, а вот со спецсредствами была сильная напряжёнка. Сразу после завершения операции по подъёму атомохода руководство страны выделило из государственного бюджета финансовые средства на модернизацию действующих спасательных судов, строительство новых, а также закупку иностранного глубоководного оборудования. Сегодня многое из того, что было запланировано, уже сделано.

Кроме того, после международной спасательной операции на АПРК «Курск» стало возможным участие российских водолазных специалистов в учениях стран НАТО Bold monarch — учения по поиску, спасанию и оказанию помощи аварийным подводным лодкам, проходящие каждые три года. Здесь страны-участники демонстрируют не только уровень своей подготовки, но и новейшие достижения техники и способы её применения при оказании помощи аварийной подводной лодке, лежащей на грунте. Проверяется совместимость систем спасения с аварийно-спасательными устройствами подводных лодок различных проектов и стран, приобретается опыт совместной работы и проведения международных спасательных операций. Практически во всех ВМС стран-участников существуют формирования, аналогичные 328 ЭАСО ВМФ, с похожими задачами.
Впервые ВМФ России был представлен в 2005 году на этих учениях Sorbet Royal-2005 (Италия) силами Черноморского флота и 328 ЭАСО ВМФ. В 2008 году в учениях Bold monarch-2008 (Норвегия) участвовали спасатели Северного флота и 328 ЭАСО ВМФ.
В 2011 году на учения Bold monarch-2011 (Испания) вновь отправились силы Черноморского флота и 328 ЭАСО ВМФ. Водолазы 328 ЭАСО ВМФ трижды принимали участие в водолазных спусках с иностранных судов: дважды на спасательном судне подводных лодок ITS Anteo (A 5309) ВМС Италии, а затем на океанском спасательном буксирном судне TCG İnebolu (A-590) ВМС Турции. Пять дней проводились работы с борта спасательного судна «ЭПРОН» проекта 527М из состава Черноморского флота. По оценке специалистов 328 ЭАСО ВМФ, водолазное снаряжение и оборудование российской группы, в целом, соответствовало оснащённости иностранных мобильных водолазных команд, а по отдельным позициям — превосходило его. Уровень подготовки — значительно выше и сравним с группой ВМС Турции, которые также целенаправленно готовились к учениям, а не отправляли на них для тренировок своих молодых специалистов. По оценке командования НАТО, участие группы ВМФ России оказалось полностью интегрировано в общий ход учений, и российские моряки оказали существенную помощь в том, чтобы учения завершились успешно.
Сразу после возвращения в Санкт-Петербург группа водолазов 328 ЭАСО уехала на Куйбышевское водохранилище к месту гибели круизного теплохода «Булгария», где принимала участие в обследовании и подъёме затонувшего теплохода.
В мае 2012 года водолазные специалисты отряда приняли участие в конкурсе лучших водолазов-спасателей в акватории Воронежского водохранилища. В течение пяти дней водолазы показывали своё мастерство, ориентируясь в условиях нулевой видимости, латая пробоины в потерпевших бедствия судах и буквально своими руками спасая «утопающих». В зачёте команд, которые не входят в систему МЧС России, победу одержал 328-й экспедиционный аварийно-спасательный отряд ВМФ. С ноября 2017 года специалисты отряда оказывают помощь в поиске пропавшей в Атлантическом океане аргентинской подводной лодки «Сан-Хуан».

## Снаряжение
В конце 2006 года отряд получил мобильный автоавиатранспортабельный комплект «Пантера Плюс».
Отряд снаряжён телевизионными установками «Рапан» для подводных съёмок операций.
Для подготовки к операциям водолазы используют бассейн, построенный в части. По словам командира отряда капитана 1-го ранга Василия Величко в 2001 году, водолазы регулярно тренируются четыре дня в неделю в любое время года «по полной программе». Кроме того, практические занятия проходят в Финском заливе.

## Командиры
- капитан 1-го ранга В. В. Величко (с 24 декабря 1992)
- капитан 1-го ранга А. Н. Звягинцев[5] (2004—2010?)
- капитан 2-го ранга А. В. Новожилов

## Отличившиеся водолазы
| Награда                    | Ф. И. О.                    | Должность                     | Звание             | Дата награждения | Примечания |
| -------------------------- | --------------------------- | ----------------------------- | ------------------ | ---------------- | --- |
| Герой Российской Федерации | Звягинцев Андрей Николаевич | старший водолазный специалист | капитан 2-го ранга | 13 марта 2002    | За участие в попытке спасения экипажа затонувшего АПРК К-141 «Курск» в Баренцевом море, а также в его подъёме. |